# Мозер Іван Іванович
Іван Іванович Мозер (21 грудня 1933, Мукачеве, Чехословаччина — 2 листопада 2006, Москва, Росія) — радянський футбол та тренер. Заслужений тренер (1981).
Грав на позиції правого крайнього та напівсередньої нападника, півзахисника.

## Біографія
Почав грати 1946 року в Мукачевому в юнацькій команді «Динамо». 1949 року грав у «Динамо», в 1950 — в «Більшовику» (обидва Мукачево), 1951 року — в «Спартаку» (Ужгород). У 1952–1953 та 1963–1966 виступав у «Динамо», в 1954–1955 — в «Спартаку», в 1961–1962 — в «Белорусі» (всі Мінськ), в 1956–1961 роках — в «Спартаку» (Москва).
- Чемпіон СРСР: 1956, 1958
- 3-ї призер чемпіонатів СРСР: 1954, 1957
- Володар Кубку СРСР: 1958, фіналіст Кубка 1957 та 1965 років
- В 1964–1965 роках був капітаном мінського «Динамо»
- 1956 року увійшов у збірну Москви, у складі якої став переможцем футбольного турніру Спартакіади народів СРСР 1956 року.
- У 1955–1956 роках грав за першу збірну СРСР, де провів 5 матчів. Учасник відбіркових матчів футбольного турніру Олімпійських ігор 1956 року.

1964 року закінчив Білоруський державний інститут фізичної культури.
1968 року працював тренером в московській ФШМ, в 1969 — тренер, а з липня 1969 — старший тренер цієї команди. У 1970–1973 роках був старшим тренером «Динамо» (Мінськ).
В 1974–1975 (березня) працював старшим тренером відділу футболу та хокею Центральної ради «Динамо».
В 1975 (Квітень) −1976 і в 1984–1985 (Травень) роках був начальником команди, а в 1979–1980 і в 1985 (червень) — 1987 (по серпень) — тренером московського «Динамо».
В 1977–1978 та 1981–1983 роках працював старшим тренером російського ради «Динамо».
В 1987 (вересня) — 1988 (липні) був заступником начальника відділу футболу та хокею МДР «Динамо».
В 1988 (з серпня) працював заступником директора СДЮШОР «Динамо» (Москва).
В 1993–1994 і в 1995 (з серпня) був тренером «Динамо-Газовик» (Тюмень).
З 1996 по 2006 роки працював технічним директором футбольного клубу «Динамо» (Москва).